# Мучениця Кетеван
Мучениця Кетеван (груз. ქეთევან წამებული) (1560–1624, Шираз) — цариця східно грузинського царства Кахетія. Походила з царського роду Багратіоні. Дружина царя Давида I, мати царя Теймураз I. 
Після смерті чоловіка присвятила себе будівництву церков, монастирів і лікарень. Перський шах Аббас I взяв у заручники сина Кетеван Теймураза, і кілька років тримав його при своєму дворі, проте Теймураз зберігав стійкість у християнській вірі і був зрештою відпущений. Через якийсь час шах став погрожувати тим, що зверне Грузію в руїни. Бажаючи запобігти війні, цариця Кетеван вирішила сама відправитися до шаха з багатими дарами і навіть запропонувати себе в заручниці. У Ісфахані її разом з онуками — Олександром і Леваном — кинули до в'язниці, де вона провела 10 болісних років. Шах обіцяв зробити її царицею Персії, якщо тільки вона прийме іслам. Однак ні тортури, ні підкуп не могли похитнути її твердість у вірі. Нарешті, 13 вересня 1624, після тортур розпеченими щипцями, її спалили.